# Antonio Asenjo
Antonio Asenjo Pérez (Madrid, 1879-Madrid, 1940) fue un escritor y periodista español, director de la Hemeroteca Municipal de Madrid entre 1927 y 1940.

## Biografía
Nació el 10 de febrero de 1879. También conocido como Niscuito, fundó y dirigió la revista  Comedias y Comediantes (1909) y fue autor de numerosas obras teatrales. Trabajó como redactor, secretario y comentarista taurino de El País de enero de 1899 a enero de 1921; además y simultáneamente, ejerció como redactor en El Evangelio en 1901 y 1902, redactor jefe de La Noche en 1911 y 1912, redactor de La Gacetilla de Madrid y Gil Blas en 1915; redactor de El Fígaro de 1918 a 1920 y colaborador en La Voz y La Tribuna.
Colaboró  en la puesta en marcha de la Hemeroteca Municipal de Madrid con Ricardo Fuente, tras cuyo fallecimiento fue nombrado director de la institución. Bajo su dirección se incrementaron notablemente los fondos con importantes y numerosas adquisiciones, depósitos y donaciones. Dotó de carácter científico a la colección con la creación y publicación parcial del catálogo y proyectó internacionalmente la actividad de la hemeroteca con su participación en la Exposición Internacional de Prensa celebrada en Colonia en 1928 y la Exposición Iberoamericana de Sevilla de 1929.
Durante la Guerra Civil estableció inicialmente en Salamanca y luego en Burgos otra hemeroteca paralela, donde recopiló toda la prensa editada por el bando nacional. Esta labor fue paralela a la realizada por Manuel Rosón, que hizo lo propio en la Hemeroteca Municipal de Madrid con la publicada en el bando republicano. Ambos repertorios se fusionaron en dicha institución una vez finalizado el conflicto, dando lugar a una de las colecciones más significativas e importantes de este periodo.
Como director de la hemeroteca madrileña, escribió Memoria y catálogo de las publicaciones presentadas por la Hemeroteca a la Exposición Internacional de Colonia (1928), Índice  de las publicaciones antiguas y modernas editadas en lenguas ibéricas que figuran en el Pabellón de Prensa Iberoamericana de la Exposición de Sevilla (1928), Diario de Barcelona, Monografía Bibliográfica (1929)  y La prensa madrileña a través de los siglos (1933). Asimismo, publicó el primer catálogo de la hemeroteca: Catálogo de las publicaciones periódicas madrileñas existentes en la Hemeroteca Municipal de Madrid (1933).
Falleció en su ciudad natal en febrero de 1940, el día 19, y fue enterrado en la sacramental de Santa María.
En la actualidad, una sala de la Hemeroteca Municipal de Madrid lleva su nombre.